# Augustin Damiens
Augustin Damiens (* 10. Juli 1886 in Vis-en-Artois, Département Pas-de-Calais; † 3. August 1946 in Paris) war ein französischer Chemiker (Anorganische Chemie).
Damiens studierte ab 1907 an der École Supérieur de Pharmacie in Paris und wurde dort 1914 promoviert. Seit 1910 war er im Labor von Paul Lebeau an der Sorbonne, ab 1914 als Assistenzprofessor. Ab 1918 war er Professor für Angewandte Chemie an der École spécial d’architecture (was er bis 1935 war) und ab 1920 Professor an der École normale supérieure in Saint-Cloud (was er bis 1938 war) und ab 1929 war er Professor für anorganische Chemie an der Sorbonne. Zusätzlich war er 1934 bis 1937 Professor für Chemie an der École normale supérieure in Fontenay-aux-Roses.
Er verbesserte mit Lebeau die Gasanalyse, befasste sich mit der Chemie seltener Erden und ab 1920 mit Tellur und dessen Halogenverbindungen. Er stellte als Erster Telluriodid dar und erklärte die damals offene Frage der Allotropie von Tellur (unter Normalbedingungen gibt es nur eine kristalline und eine unbeständige amorphe Form). Er untersuchte die Toxikologie organischer Bromverbindungen und ab 1926 die Chemie von Fluor (Verbindungen mit anderen Halogenen und Kohlenstoff). Damiens arbeitete auch an der Verbesserung der chemischen Nomenklatur mit.

## Schriften
- Les Isotopes 1923
- Halogènes et composés oxygènes du chlore, 1939
- Cours de chimie minérale, 2 Bände 1941